# ポプコン・マイ・リコメンド 八神純子
『ポプコン・マイ・リコメンド 八神純子』（ポプコン・マイ・リコメンド やがみじゅんこ、英題：MY RECOMMEND JUNKO YAGAMI）は、2006年12月21日にリリースされた八神純子のベスト・アルバム。発売元はキングレコード。同日、『ポプコン・マイ・リコメンド 八神純子 ポップ・ヒッツ』と『ポプコン・マイ・リコメンド 八神純子 バラード』の2枚が同時発売された。
本項では、この2枚のアルバムについて一括して記述する。

## 概要
ヤマハポピュラーソングコンテスト（ポプコン）出身アーティストのベストシリーズ「ポプコン・マイ・リコメンド」のひとつとして2枚同時発売された。各アルバムともそれぞれ全18曲を収録し、ライナーノーツには八神本人による簡潔な楽曲解説が付されている。
1978年のファーストアルバム『思い出は美しすぎて』から1983年の『FULL MOON』まで、ディスコメイトレコード時代のシングル・アルバム収録曲から選曲されている。
八神の場合は、代表的なヒット曲を含めてシングルがオリジナルアルバムに収録されないことがままあったが、シングルA・B面曲を中心に、オリジナルアルバム未収録曲が多数収録されている。
また、ポプコン受賞曲でキャニオン・レコードからリリースされたプレデビューシングル『雨の日のひとりごと』とB面曲「何故だかつらいの」、デビュー当時に制作された未発表曲「小さなさくら貝」も収録されている。

### ポプコン・スーパー・セレクション
「ポプコン・マイ・リコメンド」シリーズに先立ち、ポプコン開催30年を記念してリリースされた「ポプコン･スーパー･セレクション」シリーズのひとつとして、2003年3月26日には同じくキングレコードから『ポプコン・スーパー・セレクション 八神純子 ベスト』（規格品番：KICS-2401、全16曲）が発売されている。
こちらにも「小さなさくら貝」が収録されており、『ポップ・ヒッツ』はこれに「恋のスマッシュ・ヒット (I Just Wanna Make A Hit Wit-Choo)」「No Return」の2曲を追加して全18曲としたものである。実質的にはボーナストラックを追加した再発盤と言えるが、『ポップ・ヒッツ』はジャケットデザインが大きく変更されており、『スーパー・セレクション』のジャケットは八神のモノクロ写真に縦書きで大きく「八神純子 ベスト」と書かれている。

## ポプコン・マイ・リコメンド 八神純子 ポップ・ヒッツ
規格品番はKICS-2475。ジャケットには、爽やかな白と青のマリンルックのセーラーブラウスに身を包んだ、八神のバストアップ写真が使用されている。
『ポップ・ヒッツ』のタイトルどおり、初期の代表曲「思い出は美しすぎて」「みずいろの雨」「想い出のスクリーン」から、1980年代前半のディスコメイトレコード時代のヒット曲まで、オリジナルアルバム未収録曲を含めて網羅する。一部のシングル曲は『バラード』に収録されている。

### 収録曲
1. 思い出は美しすぎて
ファーストアルバム『思い出は美しすぎて』タイトルチューン。
2. 雨の日のひとりごと
第8回ヤマハポピュラーソングコンテスト優秀曲賞受賞曲、第5回世界歌謡祭出場曲。
1974年12月10日にキャニオン・レコードから1枚目のプレデビューシングルとして発売。B面曲「何故だかつらいの」は『バラード』に収録。
オリジナルアルバム未収録曲。
3. みずいろの雨
1978年9月5日発売の5枚目のシングル。
1979年4月5日発売の2枚目のアルバム『素顔の私』収録曲。
4. 想い出のスクリーン
1979年2月5日発売の6枚目のシングル。
オリジナルアルバム未収録曲[注釈 1]。
1980年10月21日発売の初のベスト・アルバム『JUNKO THE BEST』に収録された。
5. Mr.メトロポリス
1980年4月21日発売の3枚目のアルバム『Mr.メトロポリス』収録曲。
6. ポーラー・スター
1979年7月25日発売の7枚目のシングル。
アルバム『Mr.メトロポリス』収録曲。
7. パープルタウン 〜You Oughta Know By Now〜
1980年7月21日発売の9枚目のシングル。
オリジナルアルバム未収録曲[注釈 1]。
ベスト・アルバム『JUNKO THE BEST』に収録された。
8. 恋のスマッシュ・ヒット (I Just Wanna Make A Hit Wit-Choo)
1983年7月21日の6枚目のアルバム『I WANNA MAKE A HIT WIT-CHOO』収録曲。
9. Be My Best Friend
アルバム『JUNKO THE BEST』収録曲。山川恵津子からの提供曲で、山川の作曲家デビュー作となった。
10. Mr.ブルー 〜私の地球〜
1980年11月5日発売の10枚目のシングル。
オリジナルアルバム未収録曲[注釈 1]。
1981年5月発売の2枚目のベスト・アルバム『八神純子 トップ ヒット12』に収録された。
11. 夢みる頃を過ぎても
1982年2月5日発売の4枚目のアルバム『夢みる頃を過ぎても』タイトルチューン。
12. I'm A Woman
1981年3月21日発売の11枚目のシングル。
アルバム『夢みる頃を過ぎても』収録曲。
13. サマー イン サマー 〜想い出は、素肌に焼いて〜
1982年3月5日発売の13枚目のシングル。
オリジナルアルバム未収録曲[注釈 1]。
14. No Return
シングル『サマー イン サマー 〜想い出は、素肌に焼いて〜』のB面曲。
オリジナルアルバム未収録曲。
15. LONELY GIRL
アルバム『LONELY GIRL』タイトルチューン。
16. NATURALLY (ナチュラリー)
1983年8月5日の17枚目のシングル。
1983年12月5日のアルバム『FULL MOON』収録曲。
17. FULL MOON
アルバム『FULL MOON』タイトルチューン。
18. 小さなさくら貝
デビュー当時に制作された未発表曲。ライナーノーツでは八神自身が短文ながらこの曲の思い出を書いている。
オリジナルアルバム未収録曲[注釈 1]。

## ポプコン・マイ・リコメンド 八神純子 バラード
規格品番はKICS-2476。ジャケットには、チェックのシャツに黒いネクタイを結んだ八神の、シックなセピア色基調の写真が使用されている。
代表的なヒット曲を集めた『ポップ・ヒッツ』に対し、シングルB面曲を中心にバラードを集めたベスト・アルバムである。アップテンポの曲が多い『ポップ・ヒッツ』との重複曲はなく、2枚で八神の異なる世界を味わえるように構成されている。

### 収録曲
1. せいたかあわだち草
アルバム『思い出は美しすぎて』収録曲。
2. エンドレスサマー
シングル『思い出は美しすぎて』B面曲。
オリジナルアルバム未収録曲。
3. 雨の休日
シングル『想い出のスクリーン』B面曲。
オリジナルアルバム未収録曲。
4. 鼓動のララバイ
アルバム『LONELY GIRL』収録曲。
5. もう忘れましょう
アルバム『思い出は美しすぎて』収録曲。
6. ラブ・シュープリーム 〜至上の愛〜
1983年2月5日発売の15枚目のシングル。
アニメ映画『宇宙戦艦ヤマト 完結編』主題歌。
アルバム『LONELY GIRL』収録曲。
7. 綿雪&銀紙星（コットン・スノーにペイパー・スター）
アルバム『FULL MOON』収録曲。
8. 何故だかつらいの
シングル『雨の日のひとりごと』B面曲。
1974年12月10日にキャニオン・レコードから1枚目のプレデビューシングルとして発売。
オリジナルアルバム未収録曲。
9. 甘い生活
1980年2月5日発売の8枚目のシングル。
オリジナルアルバム未収録曲。
ベスト・アルバム『JUNKO THE BEST』に収録された。
10. 海のメロディ
シングル『甘い生活』B面曲。
オリジナルアルバム未収録曲。
11. 漂流
シングル『パープルタウン 〜You Oughta Know By Now〜』B面曲。
オリジナルアルバム未収録曲。
12. ネバーランドの男の子 〜FLY! PETER PAN
シングル『I'm A Woman』B面曲。
オリジナルアルバム未収録曲。
13. Touch you, Tonight
アルバム『LONELY GIRL』収録曲。
14. 夕映え
シングル『NATURALLY (ナチュラリー)』B面曲。
オリジナルアルバム未収録曲。
15. ブロードウェイ・キス (Broadway Kisses)
アルバム『I WANNA MAKE A HIT WIT-CHOO』収録曲。
16. マンハッタンに魅せられて (Manhattan)
アルバム『I WANNA MAKE A HIT WIT-CHOO』収録曲。
17. Lady-Ready
1983年11月21日の18枚目のシングル『黄昏のBAY CITY』B面曲。
オリジナルアルバム未収録曲。
18. 思い出の部屋より (You'll Take The Best Of Me)
アルバム『I WANNA MAKE A HIT WIT-CHOO』収録曲。